# Tableau d'effectifs et de dotation
Un tableau d'effectifs et de dotation (TED) est un document réglementant l'organisation, le personnel et l'équipement d'un type d'unité militaire. Au sein de l'OTAN, il s'agit de la traduction du terme anglais table of organization and equipment. Dans l'Armée rouge, le terme correspondant est chtat.